# Зинков, Вячеслав Сергеевич
Вячесла́в Серге́евич Зинко́в (26 мая 1993, Петрозаводск, Россия) — российский футболист, полузащитник клуба «Шинник».

## Биография
Начинал заниматься, как и старшая сестра, тхэквондо, обладатель чёрного пояса. С первого класса также пошёл в ДЮСШ-7, тренер по футболу Александр Георгиевич Смирнов. До 11 лет параллельно занимался музыкой. В 12 лет перешёл в СДЮСШОР «Смена». В молодёжном первенстве в составе «Зенита» дебютировал в 2011 году в матче 14-го тура против «Волги», выйдя на замену вместо Сергея Петрова. В 2013 году Лучано Спаллетти взял его в основную команду, и 26 мая в 30-м туре чемпионата Зинков дебютировал в Премьер-лиге в матче против «Амкара», выйдя на замену на 86-й минуте вместо Павла Могилевца. С июля 2013 года был капитаном резервной команды «Зенит-2», выступающей во втором дивизионе. Летом 2016 года перешёл в «Крылья Советов». Контракт был заключён на 3 сезона. В феврале 2018 года был отдан в «Зенит-2» в аренду до конца сезона. По окончании аренды контракт был расторгнут с обоими клубами, и Зинков несколько месяцев оставался без клуба, а зимой перешёл в московский «Велес», выступающий в ПФЛ.
11 июля 2019 года подписал двухлетний контракт с ярославским «Шинником».

## Достижения
«Зенит»
- Обладатель Кубка России: 2015/16

## Статистика
| Выступление      | Выступление      | Выступление      | Лига | Лига | Кубок | Кубок | Еврокубки | Еврокубки | Итого | Итого |
| Клуб             | Лига             | Сезон            | Игры | Голы | Игры  | Голы  | Игры      | Голы      | Игры  | Голы  |
| ---------------- | ---------------- | ---------------- | ---- | ---- | ----- | ----- | --------- | --------- | ----- | ----- |
| Зенит            | Премьер-лига     | 2012/13          | 1    | 0    | 0     | 0     | —         | —         | 1     | 0     |
| Зенит            | Премьер-лига     | 2015/16          | 0    | 0    | 1     | 0     | —         | —         | 1     | 0     |
| Зенит            | Итого            | Итого            | 1    | 0    | 1     | 0     | 0         | 0         | 2     | 0     |
| → Зенит-2        | ПФЛ              | 2013/14          | 29   | 4    | 0     | 0     | —         | —         | 29    | 4     |
| → Зенит-2        | ПФЛ              | 2014/15          | 25   | 2    | 0     | 0     | —         | —         | 25    | 2     |
| → Зенит-2        | ФНЛ              | 2015/16          | 33   | 3    | —     | —     | —         | —         | 33    | 3     |
| → Зенит-2        | ФНЛ              | 2017/18          | 11   | 0    | —     | —     | —         | —         | 11    | 0     |
| → Зенит-2        | Итого            | Итого            | 98   | 9    | 0     | 0     | 0         | 0         | 98    | 9     |
| Крылья Советов   | ФНЛ              | 2016/17          | 13   | 0    | 1     | 0     | —         | —         | 14    | 0     |
| Крылья Советов   | ФНЛ              | 2017/18          | 13   | 0    | 3     | 0     | —         | —         | 16    | 0     |
| Крылья Советов   | Итого            | Итого            | 26   | 0    | 4     | 0     | 0         | 0         | 30    | 0     |
| Всего за карьеру | Всего за карьеру | Всего за карьеру | 125  | 9    | 5     | 0     | 0         | 0         | 130   | 9     |

### Молодёжное первенство
| Клуб             | Сезон            | Игры | Голы |
| ---------------- | ---------------- | ---- | ---- |
| Зенит-м          | 2011/2012        | 13   | 0    |
| Зенит-м          | 2012/2013        | 29   | 4    |
| Зенит-м          | 2013/2014        | 2    | 1    |
| Всего за карьеру | Всего за карьеру | 44   | 5    |